# Су-80
Су-80 (С-80) — российский самолёт для местных и региональных авиалиний разработки ОКБ Сухого. Разрабатывался в пассажирском (Су-80П) и грузо-пассажирском (Су-80ГП) варианте.
Предназначался для замены Ан-24, Ан-26, Як-40. Проиграл конкурентам по грузоподъёмности и вместительности — 30 пассажиров в салоне «сухого» против 52 и 40 человек в Ан-24 и Як-40 соответственно, из-за этого проект ОКБ Сухого был свёрнут. Все три построенных борта находятся на открытой площадке заводского аэродрома КНААЗ им. Гагарина в Комсомольске-на-Амуре.
Самолёт имеет герметичный салон и предназначен для перевозки 30 пассажиров или до 3300 кг груза на расстояние до 1300 километров. Особенностью самолёта является его конвертируемость, то есть возможность быстрого переоборудования из пассажирского варианта в грузовой и обратно. Наличие грузовой рампы позволяло транспортировать автомобильную технику и стандартные авиационные контейнеры. Позднее планировалось создать ещё несколько модификаций самолёта: патрульную, медицинскую, самолёт для геологов и рыбаков.
Первый полёт состоялся 4 сентября 2001 года.

## Конструкция

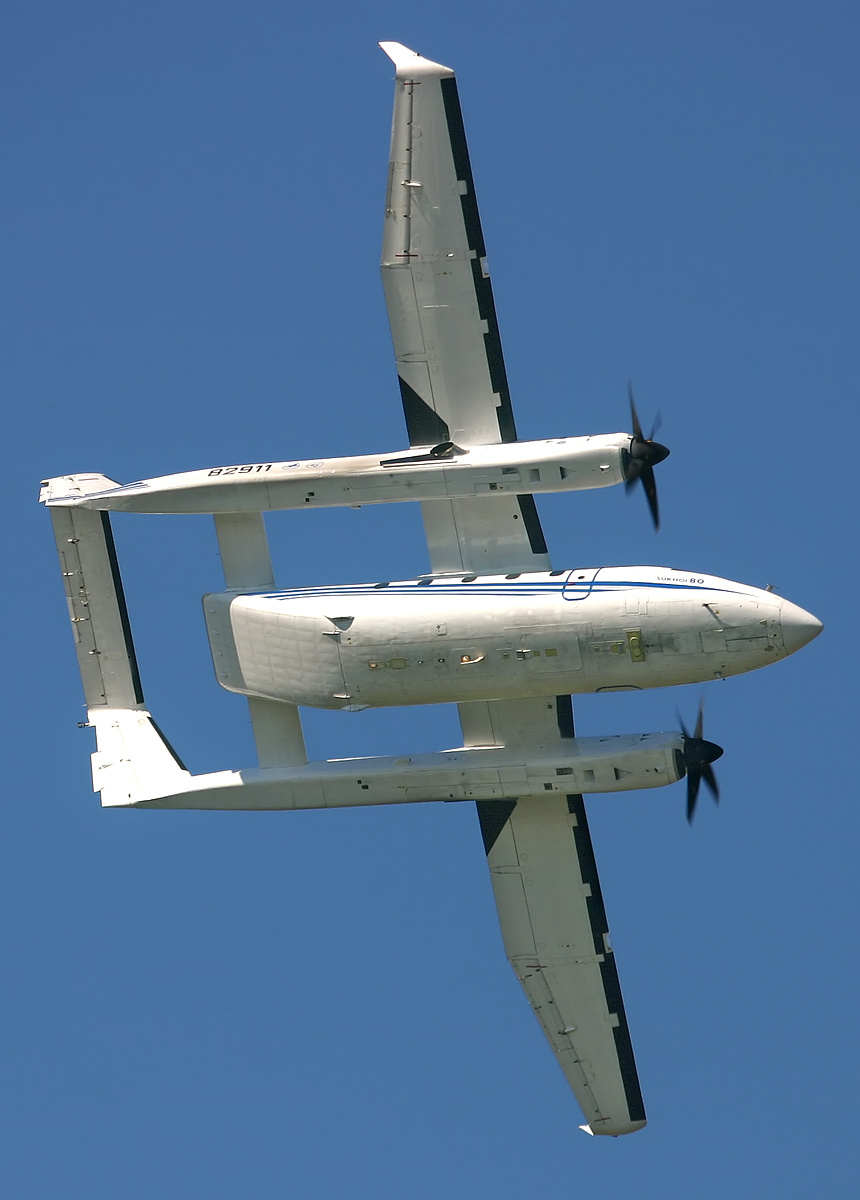
Су-80ГП совершает полёт на авиашоу МАКС-2005

Самолёт представляет собой двухбалочный высокоплан нормальной аэродинамической схемы с прямым крылом большого удлинения с развитой механизацией. П-образное хвостовое оперение образовано двумя килями на балках и стабилизатором, замыкающим силовую схему.
Конструкторы заложили в машину целый ряд технических решений, обеспечивающих его автономное базирование и эксплуатацию с учётом российской специфики. Грузовая рампа хвостовой части фюзеляжа, съёмные роликовые дорожки, лебёдка позволяют механизировать погрузочное-разгрузочные работы. Двухбалочная схема самолёта с П-образым оперением позволяет автопогрузчику или грузовому автомобилю подъехать непосредственно к рампе.
Взлётно-посадочные характеристики и шасси с пневматиками низкого давления позволяют эксплуатировать самолёт на небольших аэродромах, в том числе на грунтовых, ледовых и заснеженных.
Планировалась сертификация по нормам лётной годности АП-25, которая не была завершена из-за фактического закрытия программы.
Фюзеляж самолёта — цельнометаллический полумонокок является самостоятельным модулем с узлами крепления передней опоры шасси, крыла и поддерживающего пилона.
В балках размещаются двигатели, отсеки оборудования и самолётных систем, основные опоры шасси.
В фюзеляже находятся отсек радиолокатора, кабина экипажа, отсек БРЭО и грузо-пассажирская кабина, а также передняя стойка шасси. Грузовая рампа крепится к последнему силовому шпангоуту средней части фюзеляжа. Салон самолёта оборудован гардеробом, туалетом, багажными полками и аварийными выходами в соответствии с нормами АП-25 и FAR-25. Посадка-высадка пассажиров и загрузка-выгрузка грузов осуществляется через трап-рампу в хвостовой части фюзеляжа.
Крыло — кессонного типа с одним лонжероном. Состоит из центроплана, двух концевых частей и законцовок. Большинство деталей крыла изготовлены из композиционных материалов. В середине кессона крыла, размещены основные топливные и расходные баки. В балках размещены основные опоры шасси, турбовинтовые двигатели и оборудование общесамолётных систем. Механизация крыла — однощелевые трёхсекционные закрылки, изготовленные из композиционных материалов, и элероны с триммером и сервокомпенсатором.
Шасси трёхопорное, убираемое в полёте, с носовым колесом. Передняя стойка самолёта управляемая, но не имеет тормозных систем, в отличие от двух основных опор. Кроме того основные опоры оснащены дополнительными амортизационными системами, которые смягчают удар при посадке. Носовая стойка убирается вперёд по полёту, а основные — назад в балки. Самолёт оснащён бескамерными колёсами. Данный тип колёсных систем позволяет продлить срок их службы. Створки ниш шасси изготовлены из композиционных материалов.
Хвостовое оперение — оперение самолёта и пилон выполнены по нормальной схеме и имеют традиционную конструкцию. Рули высоты и руль направления снабжены триммерами и сервокомпенсаторами. В конструкции хвостового оперения самолёта широко применены композиционные материалы.
Силовая установка — два турбовинтовых двигателя СТ7-9В компании Дженерал Электрик, мощностью 1750 л. с. (по 1870 л. с.?) каждый. Двигатели изготавливаются в России на совместном предприятии в г. Рыбинске и адаптированы к отечественным топливам и маслам, оснащён электронно-гидравлической системой регулирования подачи топлива, системами контроля и диагностики. На самолёте установлены четырёхлопастные воздушные реверсивные винты фирмы «Сандстренд» с устройством аварийного флюгирования. Для снижения уровня шума в салоне самолёта в крейсерском режиме полёта предусмотрена система синхрофазатирования. Ёмкость топливных баков, расположенных в центроплане составляет 3660 литров..
Су-80 планировалось оснастить двигателем отечественного производства ТВД-1500, но разработка его затянулась на долгое время.
Пилотажно-навигационное оборудование — было специально разработано для самолёта Су-80 на предприятии «Электроавтоматика». Данное оборудование построено на современной элементной базе, с использованием спутниковой навигации, что значительно упрощает работу пилотов. По желанию заказчика, предусмотрена возможность оснащения самолёта зарубежным комплексом бортового радиоэлектронного оборудования.

## Проекты
В перспективе самолёт прорабатывался под различные варианты для разных заказчиков:
| Название модели | Краткие характеристики, отличия.           |
| --------------- | ------------------------------------------ |
| изделие С-80ГП  | Опытный лёгкий грузо-пассажирский самолёт. |
| изделие С-80ГР  | Геологоразведочный самолёт.                |
| изделие С-80М   | Медицинский самолёт.                       |
| изделие С-80П   | Лёгкий пассажирский самолёт.               |
| изделие С-80ПТ  | Патрульно-транспортный самолёт.            |
| изделие С-80Р   | Рыбопоисковый самолёт.                     |
| изделие С-80ТД  | Лёгкий транспортно-десантный самолёт       |

## Технические характеристики
- Длина: 18,26 м
- Высота: 5,74 м
- Размах крыльев: 23,18 м
- Площадь крыла: 44,36 м²
- Стреловидность: 0°
- Пассажиров: 30
- Грузоподъёмность: 3300 кг
- Крейсерская скорость: 430 км/ч
- Максимальная скорость: 470 км/ч
- Дальность полёта: 1300 км
- Практический потолок: 7600 м
- Длина разбега: 930 м
- Длина пробега: 640 м
- Диаметр фюзеляжа: 2,4 м
- Ширина пассажирской кабины: 2,17 м
- Высота пассажирской кабины: 1,82 м
- Ширина грузовой кабины: 2,17 м
- Высота грузовой кабины: 1,82 м
- Длина грузовой кабины: 7,75 м
- Масса пустого: 8350 кг
- Масса максимальная взлётная: 14 200 кг
- Масса максимальная посадочная: 14 050 кг
- Двигатели: 2×СТ7-9В Дженерал Электрик (США)
- Тяга: 2×1750 л. с.
- Запас топлива: 3660 л